# Taftanáz
Taftanáz (arabsky تفتناز‎) někdy nazývaný také Teftanaz je město v severozápadní Sýrii, část Idlibského governorátu (leží 17 kilometrů severovýchodně od města Idleb). Taftanáz je administrativním centrem stejnojmenného nahiyahu, který sestává z pěti vesnic s celkovou populací 24 145 obyvatel. Jedná se primárně o agrikulturní město tvořené betonovými budovami. Obklopují ho pšeničná pole.

## Historie
Název Taftanáz nepochází z arabštiny ani z turečtiny. Předpokládá se, že slovo je chetitského původu. Taftanáz byl zmiňovaný v nápisech z chrámového komplexu Karnak, jako jedno z míst dobytých Thutmosem III. během 18. dynastie v 15. století před naším letopočtem.

## Občanská válka v Sýrii
3. listopadu 2012 zahájilo pět povstaleckých jednotek koordinovaný útok na zdejší strategické letiště. Po dvou měsících útoků, ve kterých klíčovou roli sehrála jednotka Al-Nusra, padlo letiště 11. ledna rebelům do rukou.